# 久津見吟市
久津見 吟市（くつみ ぎんし、生没年不詳）は、江戸時代の前期の俳人。

## 経歴・人物
江戸の人で、安住院吟市の門人。延宝3年（1675年）東下中の西山宗因を歓迎する興行百韻俳諧に松尾芭蕉らと共に参加した。